# Капланский, Самуил Яковлевич
Самуил Яковлевич Капланский (7 февраля 1897, Брест, Российская Империя — 28 августа 1965, там же) — советский биохимик и доктор медицинских наук.

## Биография
Родился Самуил Капланский 7 февраля 1897 года в Москве. В 1921 году окончил медицинский факультет МГУ и остался работать там же вплоть до 1925 года. Был учеником В. С. Гулевича. С 1925-по 1931 год работал в институте кожного туберкулёза. С 1931-по 1937 год занимал должность заведующего биохимическим отделением Биологического института имени К. А. Тимирязева. С 1937-по 1941 год являлся заведующим отделом физиологической химии ВИЭМа, а с 1938-по 1953 год занимал должность руководителя лаборатории патохимии этого же института и одновременно с этим заведующего кафедрой биохимии 2-го Московского медицинского института. В 1953 году произошла реорганизация ВИЭМа и многие их сотрудники попали под сокращение и были уволены, в основном сотрудники с еврейскими фамилиями, среди которых оказался и Самуил Капланский. Незадолго до этого у Самуила Капланского случился первый инфаркт миокарда и тот попал в больницу. Когда он был выписан из больницы, он у себя дома получил неприятное известие — повестка об увольнении из ВИЭМа, и в связи с пережитым инфарктом и депрессивным состоянием Капланский был вынужден уйти и из 2-го Московского медицинского института. В 1954 году в связи с полным выздоровлением, Семён Яковлевич решает вернуться в науку и занимает должность заведующего лабораторией физиологической химии института биологической и медицинской химии АМН СССР. Данную должность он занимал до смерти.
Скончался Самуил Капланский 28 августа 1965 года в Москве от 2-го инфаркта миокарда.

## Научные работы
Основные научные работы посвящены вопросам обмена аминокислот и белков, биохимии кожи и минерального обмена.
- Показал роль печени в образовании сывороточных белков.
- Положил начало развитию биохимии кожи в СССР.